# Silo
 For alternative betydninger, se Silo (flertydig). (Se også artikler, som begynder med Silo)
En silo er en tank, der fyldes fra oven og tømmes forneden. En silo bruges til en række produkter i løsvægt, specielt korn, savsmuld og cement opbevares i siloer.
Siloer fyldes som regel ved hjælp af enten blæseanlæg, der som en omvendt støvsuger blæser materialet op i toppen, eller en snegl eller et transportbånd transporterer materialet op i et mere moderat tempo. Enkelte steder fyldes siloen med en kran.
Specielt indenfor landbrug benyttes plansiloer, der – som navnet angiver – ligger ned i stedet for at stå op. Teknisk set er det bare en betonkasse hvor låget og en ende mangler. Her opbevares typisk ensilage. Det smarte i plansiloen er, at man kan køre med en traktor oven på indholdet og presse det sammen.
Indenfor landbruget benyttes også gastætte siloer til foderkorn. Kornet opbevares i en totalt iltfri stålsilo, og denne opbevaringsform har mange fordele – specielt bør den miljømæssige fordel nævnes, at man ved gastæt opbevaring helt sparer tørringen af kornet og insektangreb.
Overført kaldes højhuse for betonsiloer eller menneskesiloer, fordi der bor så mange oven på hinanden. Dog er flere siloer ombygget til menneskeboliger, eksempelvis Gemini Residence på Islands Brygge og en silo i Løgten kaldet Siloetten.